# Heinrich von Herzogenberg

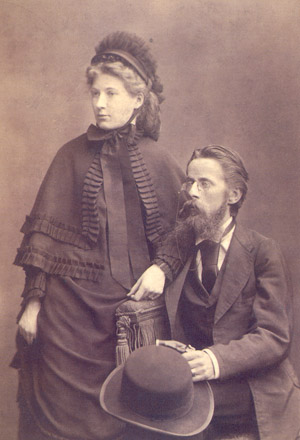
Elisabeth und Heinrich von Herzogenberg

Heinrich Peter Freiherr von Herzogenberg (Picot de Peccaduc) (* 10. Juni 1843 in Graz; † 9. Oktober 1900 in Wiesbaden) war ein österreichischer Komponist.

## Leben

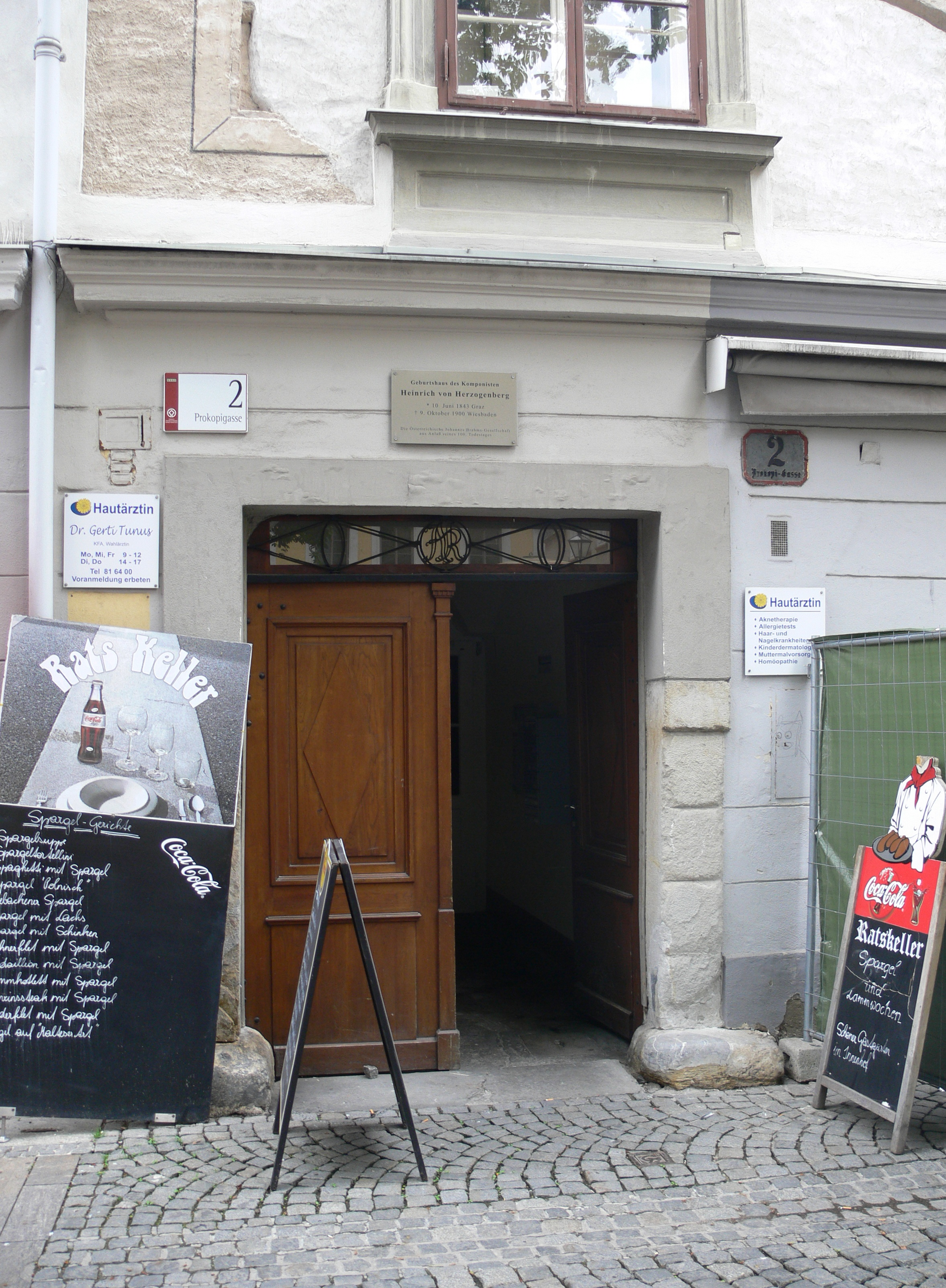
Geburtshaus Herzogenbergs, Prokopigasse 2, Graz

Herzogenberg entstammt einem französischen Adelsgeschlecht, das in der Zeit der Französischen Revolution nach Österreich ausgewandert war. Seit 1811 hatte die Familie den ursprünglichen Namen „Picot de Peccaduc“ eingedeutscht.
Nach einer Ausbildung an der Jesuitenschule in Feldkirch und in seiner Geburtsstadt studierte Herzogenberg an der Universität Wien Jura und am Konservatorium der Gesellschaft der Musikfreunde bei Felix Otto Dessoff Musik.
Über seinen Lehrer kam er in Kontakt mit Johannes Brahms. In der Wiener Gesellschaft lernte er seine spätere Frau Elisabeth von Stockhausen kennen, die eine Tochter des hannoverschen Gesandten am Hof war. Sie war eine hochbegabte Pianistin und Sängerin, die unter anderem für Brahms als oft erste Rezensentin seiner Werke eine große Bedeutung hatte.
Nach erster künstlerischer Tätigkeit in seiner Heimatstadt Graz übersiedelte er zusammen mit seiner Frau, die er 1868 geheiratet hatte, 1872 nach Leipzig und gründete dort 1875 gemeinsam mit Franz von Holstein, Philipp Spitta und Alfred Volkland den Leipziger Bach-Verein, den er später auch selbst leitete.

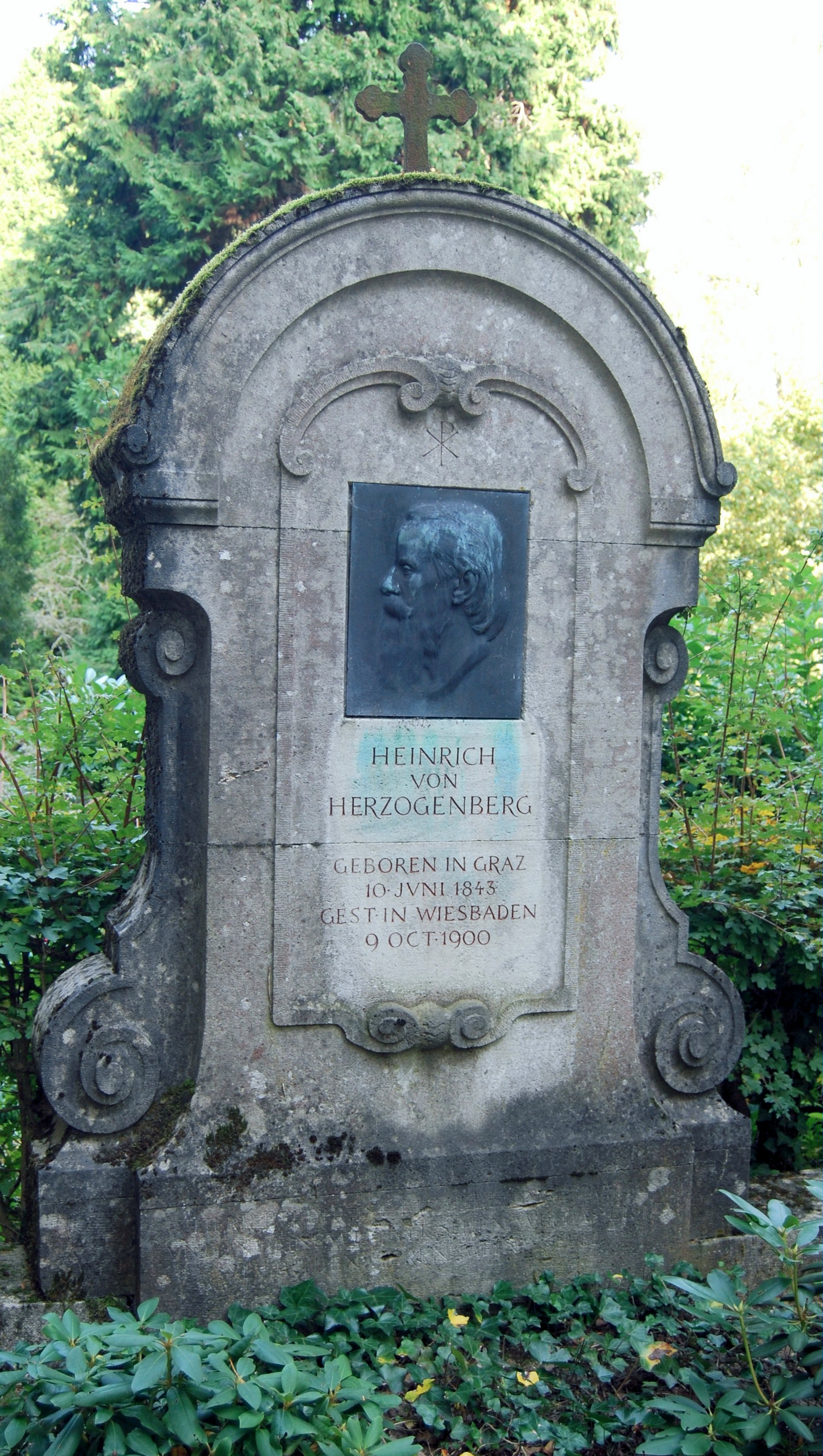
Grab Heinrich von Herzogenbergs, Nordfriedhof, Wiesbaden

Unter seiner Anregung wurde das Bach’sche Kantatenwerk erstmals einem größeren Publikum zugänglich. Die Beschäftigung mit dem Werk Bachs beeinflusste auch seinen eigenen Kompositionsstil nachhaltig. Die Bekanntschaft mit Brahms vertiefte sich, ein reger Briefwechsel, auch zu aktuellen Kompositionsfragen, ebnete den Weg für Besuche Brahms’ in Leipzig.
Ab 1885 unterrichtete Herzogenberg Komposition an der Königlichen Hochschule für Musik in Berlin, die Berufung dorthin hatten Spitta und Joseph Joachim vorbereitet. Zu der Familie Spitta entwickelte sich eine lebenslange Freundschaft, mehrfach verbrachten sie ihre Urlaube gemeinsam im Appenzellerland. 1891 begann Herzogenberg den Bau eines Sommerhauses in Heiden mit Blick auf den nahe gelegenen Bodensee. Vor der Fertigstellung des Hauses verstarb Elisabeth von Herzogenberg 1892 mit nur 44 Jahren an einem langjährigen Herzleiden. Ihren frühen Tod verarbeitete Heinrich von Herzogenberg auch kompositorisch.
1893 befreundete sich Herzogenberg auch mit dem jüngeren Bruder des Musikwissenschaftlers Spitta, dem Theologen Friedrich Spitta, der in Straßburg lehrte. Unter dem Eindruck des plötzlichen Todes von Philipp Spitta und der erstarkenden Freundschaft zu dessen Bruder wandte sich Herzogenberg der Komposition von Kirchenmusik zu, nachdem zuvor sein Schaffensschwerpunkt auf der Kammermusik, Chor- und Sololiedern und zwei Sinfonien gelegen hatte. In den folgenden Sommern entstanden in Heiden die Liturgischen Gesänge, das Oratorium Die Geburt Christi, die Choralkantate Gott ist gegenwärtig und schließlich als ein über zweistündiges Werk Die Erntefeier.
Eine sich verstärkende Rheumaerkrankung zwang Herzogenberg immer wieder zur Unterbrechung seiner Berliner Lehrtätigkeit, sodass er nach einigen Kuraufenthalten in Wiesbaden endgültig dorthin übersiedelte, wo er im Jahr 1900 verstarb.
Seine letzte Ruhestätte fand Herzogenberg auf dem Nordfriedhof in Wiesbaden.

## Werke
Herzogenberg komponierte zwei Sinfonien, die sinfonische Dichtung Odysseus, ein Violinkonzert A-Dur (1899, WoO 4), Kammermusik und Chorwerke, Orgelmusik, Klavierstücke und Lieder. Seine Werke zeigen deutlich den Einfluss seines Freundes Johannes Brahms. Brahms widmete Elisabeth von Herzogenberg zwei Rhapsodien (Op. 79, Agitato h-Moll und Molto passionato g-Moll).
| Opus   | Name | Jahr | Gattung                                             | CD | verschollen | Bemerkungen, weitere Informationen |
| ------ | --- | ---- | --------------------------------------------------- | -- | ----------- | ---------------------------------- |
| 3      | VIII Veränderungen für das Pianoforte |      | Klaviermusik                                        |    |             | Noten                              |
| 4      | IV Phantasiestücke für das Pianoforte |      | Klaviermusik                                        |    |             |                                    |
| 5      | 6 kleine Clavierstücke über das Motiv |      | Klaviermusik                                        |    |             |                                    |
| 6      | Romanze für das Pianoforte |      | Klaviermusik                                        |    |             |                                    |
| 7      | Akrosticha für das Pianoforte |      | Klaviermusik                                        |    |             |                                    |
| 9      | Fantastische Tänze für das Pianoforte |      | Klaviermusik                                        |    |             |                                    |
| 13     | Thema und Variationen [Des-Dur] für zwei Claviere |      | Klaviermusik                                        | CD |             |                                    |
| 23     | Variationen über ein Thema von Johannes Brahms für Pianoforte zu vier Händen |      | Klaviermusik                                        | CD |             |                                    |
| 25     | Fünf Clavierstücke (Edvard Grieg gewidmet) |      | Klaviermusik                                        |    |             |                                    |
| 33     | Allotria. Sechs Stücke für Pianoforte zu vier Händen |      | Klaviermusik                                        | CD |             |                                    |
| 37     | Fünf Clavierstücke (Neue Folge) |      | Klaviermusik                                        |    |             |                                    |
| 49     | Clavierstücke (Dritte Folge) |      | Klaviermusik                                        |    |             |                                    |
| 53     | Walzer für Pianoforte zu vier Händen |      | Klaviermusik                                        |    |             |                                    |
| 58     | Variationen über das Menuett aus Don Juan für Pianoforte |      | Klaviermusik                                        |    |             |                                    |
| 68     | Clavierstücke (Vierte Folge). Zwölf kleine Studien (Clara Schumann gewidmet) |      | Klaviermusik                                        |    |             |                                    |
| 76     | Dainu Balsai. Litauische Volkslieder für Pianoforte zu vier Händen |      | Klaviermusik                                        | CD |             | Noten                              |
| 83     | Walzer (Zweite Folge) für Pianoforte zu vier Händen |      | Klaviermusik                                        |    |             |                                    |
| 84     | Variationen (E–Dur) für Clavier zu vier Händen |      | Klaviermusik                                        |    |             |                                    |
| 85     | Variationen (D–Dur) für Clavier zu vier Händen |      | Klaviermusik                                        |    |             |                                    |
| 86     | Variationen (d–Moll) für Clavier zu vier Händen |      | Klaviermusik                                        |    |             |                                    |
| 107    | Capriccio für Pianoforte |      | Klaviermusik                                        |    |             |                                    |
| WoO 6  | Bagatelle g-Moll für Klavier zu 4 Händen |      | Klaviermusik                                        |    |             |                                    |
| WoO 7  | Sieben Ländler für Klavier zu 4 Händen |      | Klaviermusik                                        |    |             |                                    |
| WoO 8  | Zwölf Fugen für das Pianoforte über ein gegebenes Motiv (Caffe) |      | Klaviermusik                                        |    |             | Studien                            |
| WoO 9  | Sonate für das Pianoforte |      | Klaviermusik                                        |    |             |                                    |
| WoO 10 | Fünf humoristische Stücke für Klavier |      | Klaviermusik                                        |    |             |                                    |
| WoO 13 | Fantasia quasi Sonate für Klavier |      | Klaviermusik                                        |    |             |                                    |
| 12     | Duo für Pianoforte und Violoncell | 1872 | Sonaten für ein Soloinstrument und Klavier          |    |             |                                    |
| 15     | Phantasie (B-Dur) für Pianoforte und Violine | 1873 | Sonaten für ein Soloinstrument und Klavier          | CD |             |                                    |
| 32     | Sonate für Pianoforte u Violine (Joseph Joachim gewidmet) | 1882 | Sonaten für ein Soloinstrument und Klavier          | CD |             | Noten                              |
| 52     | Sonate (in a–Moll) für Pianoforte und Violoncell | 1886 | Sonaten für ein Soloinstrument und Klavier          | CD |             |                                    |
| 54     | Sonate (No. 2 in Es–Dur) für Pianoforte und Violine | 1887 | Sonaten für ein Soloinstrument und Klavier          | CD |             |                                    |
| 62     | Legenden für Pianoforte und Bratsche (oder Violoncell) (Joseph Joachim gewidmet) | 1890 | Sonaten für ein Soloinstrument und Klavier          | CD |             | Noten                              |
| 64     | Zweite Sonate (in D–Dur) für Pianoforte und Violoncell | 1890 | Sonaten für ein Soloinstrument und Klavier          | CD |             |                                    |
| 78     | Sonate (No. 3 in d–Moll) für Pianoforte und Violine | 1892 | Sonaten für ein Soloinstrument und Klavier          | CD |             |                                    |
| 94     | Dritte Sonate (in Es–Dur) für Pianoforte und Violoncell | 1897 | Sonaten für ein Soloinstrument und Klavier          | CD |             | Noten                              |
| 17     | Quintett [C-Dur] für Pianoforte, 2 Violinen, Bratsche und Violoncell | 1876 | Klavierkammermusik                                  | CD |             |                                    |
| 24     | Trio (c–Moll) für Pianoforte, Violine und Violoncell (Elisabeth v.H. gewidmet) | 1877 | Klavierkammermusik                                  | CD |             | Noten                              |
| 36     | Zweites Trio [d-Moll] für Klavier, Violine und Violoncell | 1884 | Klavierkammermusik                                  | CD |             | Noten                              |
| 43     | Quintett [Es-Dur] für Pianoforte, Oboe, Clarinette, Horn und Fagott | 1884 | Klavierkammermusik                                  | CD |             | Noten                              |
| 61     | Trio für Pianoforte, Hoboe und Horn | 1889 | Klavierkammermusik                                  | CD |             | Noten                              |
| 75     | Quartett (e–Moll) für Pianoforte, Violine, Bratsche und Violoncell | 1892 | Klavierkammermusik                                  | CD |             | Noten                              |
| 95     | Zweites Quartett (B–Dur) für Pianoforte, Violine, Bratsche und Violoncell (Johannes Brahms gewidmet) | 1897 | Klavierkammermusik                                  | CD |             | Noten                              |
| 18     | Quartett (d–Moll) für zwei Violinen, Bratsche und Violoncell | 1876 | Kammermusik für Streicher                           |    |             |                                    |
| 27     | Trio für Violine, Viola und Violoncell (gewidmet Engelbert Röntgen, 1. Konzertmeister des Gewandhausorchesters) Nr. 1 A-Dur | 1879 | Kammermusik für Streicher                           | CD |             | Noten                              |
| 27     | Trio für Violine, Viola und Violoncell (gewidmet Engelbert Röntgen, 1. Konzertmeister des Gewandhausorchesters) Nr. 2 F-Dur | 1879 | Kammermusik für Streicher                           | CD |             | Noten                              |
| 42     | Drei Quartette für zwei Violinen, Bratsche und Violoncell (Johannes Brahms gewidmet): Nr. 1 g-Moll, Nr. 2 d-Moll, Nr. 3 G-Dur | 1884 | Kammermusik für Streicher                           |    |             |                                    |
| 63     | Quartett (in f–Moll) für zwei Violinen, Bratsche und Violoncell | 1890 | Kammermusik für Streicher                           | CD |             |                                    |
| 77     | Quintett (c–Moll) für zwei Violinen, zwei Bratschen und Violoncell | 1892 | Kammermusik für Streicher                           |    |             |                                    |
| 16     | Odysseus. Symphonie für grosses Orchester 1. Die Irrfahrten 2. Penelope 3. Die Gärten der Circe 4. Das Gastmahl der Freier |      | Orchesterwerke                                      | CD |             |                                    |
| 50     | Symphonie (c–Moll) für grosses Orchester |      | Orchesterwerke                                      | CD |             |                                    |
| 70     | Symphonie (No. 2 in B–Dur) für grosses Orchester |      | Orchesterwerke                                      | CD |             |                                    |
| WoO 4  | Concert A-Dur für Violine und Orchester |      | Orchesterwerke                                      | CD |             |                                    |
| WoO 25 | Symphonie F-Dur für grosses Orchester |      | Orchesterwerke                                      |    | x           |                                    |
| WoO 30 | Konzert für Violoncello und Orchester |      | Orchesterwerke                                      |    | x           |                                    |
| WoO 33 | Serenade für Flöte, Oboe, Klarinette, zwei Fagotte, zwei Hörner und Streichorchester |      | Orchesterwerke                                      |    | x           |                                    |
| 1      | Sechs Lieder für eine Singstimme mit Begleitung des Pianoforte |      | Lieder für eine Singstimme und Klavier              |    |             |                                    |
| 2      | Der verirrte Jäger: „Ich hab’ geseh’n ein Hirschlein schlank“ Ballade von Joseph v. Eichendorff für eine tiefe Stimme mit Begleitung des Pianoforte |      | Lieder für eine Singstimme und Klavier              |    |             |                                    |
| 8      | Neun Volkslieder für Singstimme und Pianoforte-Begleitung (Elisabeth von Herzogenberg gewidmet) |      | Lieder für eine Singstimme und Klavier              |    |             |                                    |
| 29     | Fünf Lieder für eine hohe Singstimme mit Begleitung des Pianoforte nach Gedichten von Eichendorff, Lenau, Rückert, Mörike u. a. |      | Lieder für eine Singstimme und Klavier              |    |             |                                    |
| 30     | Fünf Lieder für eine hohe Singstimme mit Begleitung des Pianoforte nach Gedichten von Eichendorff, Lenau, Rückert, Mörike u. a. |      | Lieder für eine Singstimme und Klavier              |    |             |                                    |
| 31     | Fünf Lieder für eine hohe Singstimme mit Begleitung des Pianoforte nach Gedichten von Eichendorff, Lenau, Rückert, Mörike u. a. |      | Lieder für eine Singstimme und Klavier              |    |             |                                    |
| 40     | Vier Gesänge für eine hohe Singstimme mit Begleitung des Pianoforte (Gedichte von Mörike, Lenau und Rückert) |      | Lieder für eine Singstimme und Klavier              |    |             |                                    |
| 41     | Sieben Lieder für eine hohe Singstimme mit Begleitung des Pianoforte (Gedichte von Brentano, Mörike, v. Goethe, Gottfried Keller) |      | Lieder für eine Singstimme und Klavier              |    |             |                                    |
| 44     | Gesänge und Balladen für eine tiefere Stimme mit Begleitung des Pianoforte (Texte von Goethe, Rückert, Eichendorff, Gottfried Keller, Uhland) |      | Lieder für eine Singstimme und Klavier              |    |             | Texte dieses Werkes                |
| 45     | Sieben serbische Mädchen-Lieder (Übersetzung von Talvj) für eine Mezzo-Sopran-Stimme mit Begleitung des Pianoforte |      | Lieder für eine Singstimme und Klavier              |    |             | Texte dieses Werkes                |
| 47     | Drei Romanzen für eine Singstimme mit Begleitung des Pianoforte |      | Lieder für eine Singstimme und Klavier              |    |             |                                    |
| 48     | Sieben Lieder für eine Singstimme mit Begleitung des Pianoforte |      | Lieder für eine Singstimme und Klavier              |    |             | Texte dieses Werkes                |
| 51     | Das Herz von Douglas: „Graf Douglas, presse den Helm in’s Haar.“ Ballade für eine Bariton- oder Mezzo-Sopran-Stimme mit Begleitung des Pianoforte |      | Lieder für eine Singstimme und Klavier              |    |             |                                    |
| 65     | Drei Balladen für eine mittlere Singstimme mit Begleitung des Pianoforte |      | Lieder für eine Singstimme und Klavier              |    |             |                                    |
| 66     | Der Musikant. Liederreihe von J. v. Eichendorff für eine hohe Singstimme mit Begleitung des Pianoforte |      | Lieder für eine Singstimme und Klavier              |    |             |                                    |
| 69     | Vier Gesänge für eine hohe Singstimme mit Begleitung des Pianoforte (Texte von Heine, Goethe, Kerner und Mörike) |      | Lieder für eine Singstimme und Klavier              |    |             |                                    |
| 82     | Canti popolari Toscani, messi in musica per Soprano (o Tenore) con accompagnamento del Cembalo [Rispetti] |      | Lieder für eine Singstimme und Klavier              |    |             |                                    |
| 91     | Elegische Gesänge für eine hohe Stimme mit Begleitung des Pianoforte (Texte von Eichendorff) |      | Lieder für eine Singstimme und Klavier              |    |             |                                    |
| 96     | Vier Gedichte von Paul Heyse für eine hohe Stimme mit Clavierbegleitung |      | Lieder für eine Singstimme und Klavier              |    |             |                                    |
| 97     | Fünf Lieder von Johann Georg Fischer für eine hohe Stimme mit Clavierbegleitung |      | Lieder für eine Singstimme und Klavier              |    |             |                                    |
| 101    | Sechs Balladen für eine höhere Stimme |      | Lieder für eine Singstimme und Klavier              |    |             |                                    |
| 105    | Elegische Gesänge (Zweite Folge) aus dem Cyklus „Auf meines Kindes Tod“ von J. von Eichendorff für eine Singstimme mit Begleitung des Pianoforte |      | Lieder für eine Singstimme und Klavier              |    |             |                                    |
| 108    | Drei Gesänge von Gräfin Wilhelmine von Wickenburg-Almasy für eine Singstimme mit Begleitung des Claviers |      | Lieder für eine Singstimme und Klavier              |    |             |                                    |
| 22     | Vier Notturnos (Gedichte von J.v. Eichendorff) für vier Singstimmen mit Begleitung des Pianoforte (Philipp Spitta gewidmet) |      | Gesänge für mehrere Singstimmen und Klavier         |    |             | Texte dieses Werkes                |
| 38     | Duette für Sopran und Tenor mit Begleitung des Pianoforte (gewidmet Gräfin Wilhelmine Wickenburg-Almasy [Dichterin]) |      | Gesänge für mehrere Singstimmen und Klavier         |    |             |                                    |
| 73     | Drei Gesänge (Dichtungen von Fr. Hebbel), für vier Solostimmen mit Begleitung des Pianoforte |      | Gesänge für mehrere Singstimmen und Klavier         |    |             | Texte dieses Werkes                |
| 74     | Drei Duette für Sopran und Bariton mit Begleitung des Pianoforte |      | Gesänge für mehrere Singstimmen und Klavier         |    |             |                                    |
| 79     | Fünf Canon’s (aus den Neugriechischen Liebes-Skolien von Goethe), für drei Solo-Soprane (oder Chor) mit oder ohne Begleitung des Claviers |      | Gesänge für mehrere Singstimmen und Klavier         |    |             |                                    |
| 10     | Lieder für gemischten Chor (Texte von Mörike, Goethe, Eichendorff, Uhland) |      | Chormusik weltlich (a cappella / mit Instrumenten)  |    |             |                                    |
| 11     | Columbus. Eine dramatische Cantate für Soli, Männerchor, gemischten Chor und grosses Orchester (Text: Heinrich von Herzogenberg) |      | Chormusik weltlich (a cappella/mit Instrumenten)    |    |             |                                    |
| 14     | Deutsches Liederspiel. Text nach älteren und neueren Volksliedern, für Solostimme und gemischten Chor mit Begleitung des Pianoforte zu vier Händen |      | Chormusik weltlich (a cappella / mit Instrumenten)  | CD |             | Texte dieses Werkes                |
| 26     | Lieder und Romanzen für vierstimmigen Frauenchor a cappella oder mit Begleitung des Pianoforte |      | Chormusik weltlich (a cappella / mit Instrumenten)  |    |             |                                    |
| 35     | Zwölf deutsche Volkslieder aus dem 15., 16. und 17. Jahrhundert für vierstimmigen gemischten Chor |      | Chormusik weltlich (a cappella / mit Instrumenten)  |    |             |                                    |
| 55     | Der Stern des Lied’s (aus einer Dichtung von Robert Hamerling), Ode für vierstimmigen Chor und Orchester |      | Chormusik weltlich (a cappella / mit Instrumenten)  |    |             |                                    |
| 56     | Die Weihe der Nacht (Dichtung von Friedrich Hebbel), für Alt-Solo, vierstimmigen Chor und Orchester |      | Chormusik weltlich (a cappella / mit Instrumenten)  |    |             |                                    |
| 57     | Sechs Gesänge für gemischten Chor a cappella (Texte von Rückert, Goethe, Eichendorff, Homburg) |      | Chormusik weltlich (a cappella / mit Instrumenten)  |    |             |                                    |
| 59     | Nana’s Klage (Dichtung von Wilhelm Jordan), für Sopran- und Alt-Solo, kleinen Chor und Orchester |      | Chormusik weltlich (a cappella / mit Instrumenten)  |    |             |                                    |
| 98     | Sechs Mädchenlieder von Paul Heyse für dreistimmigen Frauenchor mit Clavierbegleitung |      | Chormusik weltlich (a cappella / mit Instrumenten)  |    |             | Texte dieses Werkes                |
| WoO 45 | Nachthymne, für Bariton, Chor und Orchester, Text nach Hebbel |      | Chormusik weltlich (a cappella / mit Instrumenten)  |    | x           |                                    |
| 28     | 12 Deutsche Geistliche Volkslieder für vierstimmigen gemischten Chor |      | Chormusik geistlich (a cappella / mit Instrumenten) |    |             |                                    |
| 34     | Psalm 116 „Das ist mir lieb“, für vierstimmigen gemischten Chor a cappella |      | Chormusik geistlich (a cappella / mit Instrumenten) |    |             | Noten                              |
| 57,6   | Weihnachtslied „Kommst du, Licht der Heiden“ für sechsstimmigen Chor a cappella |      | Chormusik geistlich (a cappella/mit Instrumenten)   |    |             | Noten                              |
| 60     | Psalm 94 „Herr Gott, dess die Rache ist“, für vier Solostimmen, Doppel-Chor, Orchester und Orgel |      | Chormusik geistlich (a cappella / mit Instrumenten) |    |             | Noten                              |
| 71     | Königs-Psalm für vierstimmigen Chor und Orchester (Orgel ad libitum) |      | Chormusik geistlich (a cappella / mit Instrumenten) |    |             |                                    |
| 72     | Requiem für vierstimmigen Chor und Orchester (Orgel ad libitum) |      | Chormusik geistlich (a cappella / mit Instrumenten) | CD |             |                                    |
| 80     | Todtenfeier. Cantate für Soli, Chor, Orchester und Orgel (geschrieben auf den ersten Todestag seiner Frau Elisabeth geb. von Stockhausen) |      | Chormusik geistlich (a cappella / mit Instrumenten) | CD |             |                                    |
| 81     | Liturgische Gesänge für Chor a cappella - I zur Adventszeit; II Zur Epiphanias-Zeit; III Zur Passionszeit |      | Chormusik geistlich (a cappella / mit Instrumenten) |    |             | Noten                              |
| 87     | Messe (e–Moll) für Soli, Chor und Orchester (Orgel ad libitum) (Dem Andenken Philipp Spitta’s) |      | Chormusik geistlich (a cappella / mit Instrumenten) | CD |             | Noten                              |
| 88     | Begräbniss-Gesang für Tenor-Solo und Männerchor a cappella oder mit Begleitung von vier Hörnern, drei Posaunen und Tuba (zur Einweihung des Grabdenkmals für Philipp Spitta) |      | Chormusik geistlich (a cappella / mit Instrumenten) | CD |             |                                    |
| 89     | Geistliche Gesänge für eine hohe Stimme mit Begleitung von Violine und Orgel |      | Chormusik geistlich (a cappella / mit Instrumenten) |    |             | Noten                              |
| 90     | Die Geburt Christi. Text aus Worten der heiligen Schrift und geistlichen Liedern zusammengestellt von Friedrich Spitta, Kirchen-Oratorium für Solostimmen, gemischten Chor und Kinderchor mit Begleitung von Harmonium, Streichinstrumenten und Oboe, und für Gemeindegesang und Orgel                                                          | 1894 | Chormusik geistlich (a cappella / mit Instrumenten) | CD |             | Noten                              |
| 92     | Liturgische Gesänge für Chor a cappella - IV Zum Totensonntag |      | Chormusik geistlich (a cappella / mit Instrumenten) |    |             | Noten                              |
| 93     | Die Passion. Kirchen-Oratorium für Gründonnerstag und Charfreitag, für Solostimmen, Chor, Streichorchester, Harmonium, Gemeindegesang und Orgel | 1896 | Chormusik geistlich (a cappella / mit Instrumenten) | CD |             | Noten                              |
| 99     | Liturgische Gesänge für Chor a cappella (No. 5. Für Gemeindegesang, Chor und Orgel) - V. Zum Erntefest |      | Chormusik geistlich (a cappella / mit Instrumenten) |    |             | Noten                              |
| 102    | Vier Choral-Motetten für vierstimmigen Chor a cappella |      | Chormusik geistlich (a cappella / mit Instrumenten) |    |             | Noten, Texte dieses Werkes         |
| 103    | Vier Motetten für vier-, fünf- und achtstimmigen Chor a cappella - 1. Lobe den Herrn meine Seele (vierstimmig) Noten - 2. Komm, heiliger Geist (fünfstimmig) - 3. Ist doch der Mensch gar wie nichts. Dialog zwischen leidenden und verklärten Seelen (zweichörig) Noten - 4. Wohl dem, der den Herren fürchtet (achtstimmig)                   |      | Chormusik geistlich (a cappella / mit Instrumenten) |    |             | Texte dieses Werkes                |
| 104    | Erntefeier. Kirchenoratorium für Soli, Chor, Orchester, Gemeindegesang und Orgel | 1899 | Chormusik geistlich (a cappella / mit Instrumenten) | CD |             | Noten, Text des Oratoriums         |
| 106    | Cantate über den Choral „Gott ist gegenwärtig“ von Gerhard Tersteegen, für Gemeindegesang und Chor mit Begleitung von Orchester (Streichquintett, Trompeten, Pauken) und Orgel |      | Chormusik geistlich (a cappella / mit Instrumenten) |    |             | Noten                              |
| 109    | Zwei biblische Szenen - 1. Der Seesturm. Biblische Szene auf den vierten Sonntag nach Epiphanias für Bariton-Solo und Chor mit Begleitung von Streichorchester und Orgel Noten - 2. Das Kananäische Weib. Biblische Szene auf den zweiten Sonntag der Passionszeit für Sopran und Bariton-Solo und zweistimmigen Männerchor mit Orgelbegleitung |      | Chormusik geistlich (a cappella / mit Instrumenten) |    |             |                                    |
| 39     | Orgel-Phantasie über die Melodie „Nun komm, der Heiden Heiland“ |      | Orgelmusik und Werke mit Orgelbegleitung            |    |             | Noten                              |
| 46     | Orgel-Phantasie über die Melodie „Nun danket alle Gott“ |      | Orgelmusik und Werke mit Orgelbegleitung            |    |             | Noten                              |
| 67     | Sechs Choräle für die Orgel |      | Orgelmusik und Werke mit Orgelbegleitung            |    |             | Noten                              |
| 89     | Geistliche Gesänge für eine hohe Stimme mit Begleitung von Violine und Orgel |      | Orgelmusik und Werke mit Orgelbegleitung            |    |             | Noten, Texte dieses Werkes         |
| 41     | Präludium für Orgel zu 4 Händen |      | Orgelmusik und Werke mit Orgelbegleitung            |    | x           |                                    |
| WoO 54 | Oper unbekannten Namens und Inhalts, Text von Heinrich von Herzogenberg |      | Bühnenwerke                                         |    |             |                                    |
| WoO 55 | Oper Signor Formica. Text von Heinrich von Herzogenberg nach E.T.A. Hoffmanns Erzählung. |      | Bühnenwerke                                         |    |             |                                    |

Legende:
- WoO = Werk ohne Opus
- Bemerkung = entsprechende Literatur im Handel erhältlich

## Schüler
- Heinrich XXIV. Prinz Reuß-Köstritz (1855–1910)
- Max Gulbins (1862–1932)
- Ethel Smyth (1858–1944)
- Siegfried Fall (1877–1943)
- Johan Wagenaar (1862–1941)